# X-Plane
X-Plane（エックス･プレーン）は、フライトシミュレータである。航空写真やJAXA、NASAのデータを活用した緻密で詳細な景色や地形と、現実に近いフライトモデルを扱える高精度のフライトシミュレータとして作られている。日本語化も行われている。OSはWindows、Classic Mac OS、macOS、Linuxに対応している。2020年9月、PC Gamerから「最もリアルなフライトシミュレータ」との評を得ており、実際にパイロットの操縦訓練でも利用されている。

## 概要
X-Planeは1993年に公開されバージョンアップが続けられているフライトシミュレーションである。『Microsoft Flight Simulator』シリーズがグラフィックスや音声、ゲーム性などを重視しているのに対し、X-Planeはより現実に近い飛行や気象などの詳細な設定を重視している。その高い性能から飛行訓練などにも用いられていて、アメリカの連邦航空局 (FAA) は飛行訓練装置として認めている他、スケールド・コンポジッツはスペースシップワンのシミュレーションに利用し、また日本国内においては、日本航空がX-Planeを採用した実績がある。
Microsoft Flight Simulatorシリーズは2009年 ～ 2020年の長きの間、開発が一旦中止されていたが、X-Planeは現在（2017年）も開発が継続されており、日々、ソフトの高速化（64ビット化等）や、グラフィックの高精度化（後述の衛星写真の使用等）、フライトモデルの再現性向上などが行われている。
同一バージョンにおいても、おおむね一年毎の大規模アップデート、数か月毎の小規模アップデートにより新機能や技術が続々投入されている。
機体や空港･地形データ、風景データなどは、主に、X-Plane.orgから、ダウンロードし利用できる。
主に有償製品として、より現実の航空機に則した手順や各種機器操作が可能なコンテンツも多数用意されている。
Plane MakerとAirfoil Makerが同梱されており、それらを利用してオリジナルの機体や翼型をつくりシミュレートできるため、実験機・新型機のテストや操縦訓練にも利用されている。
これら未知の機体や翼型のシミュレートへの対応は、大抵のシミュレータでは機体毎の既知のデータを入力し、その機体毎のデータを状況に応じて検索することで、近似する動作を行わせる「表索引スキーム」と呼ばれる方式でフライトモデルが再現されているのに対し、X-Planeにおいては「翼素理論」と呼ばれる、実際に翼上を流れる仮想気流を計算する事で精密なフライトモデルをシミュレートする方式をとっている事により可能となっている。反面、気流までシミュレートするため、計算負荷も高くなりやすい。

## 用語の解説
- Ortho4xp　 Googleや、Bingの衛星写真をX-Planeに変換するツール。Oscar Piloteが開発、無償公開している。開発が進んでおり、現在はBatch Buildを押すだけでフォトタイルを作ることができる。フォトタイルには、ZL（ズームレベル）というものがあり、数が大きくなるほど画質は良くなるが、容量も大きくなる。基本的にはZL16を使用し、空港の周辺や低高度で飛ぶタイルを、ZL17や18を使用する。

Ortho4xpのインスブルック空港付近
Ortho4xpの福岡空港
Ortho4xpの大阪市
- HD Mesh V3　alpilotx.comが無償配布している地形データ。デフォルトの地形データに上書きする形で使用する。HD Meshには、地形データだけではなく水域のデータ（川、湖、海岸線）や、鉄道、道路や、電力線、都市公園等のデータも含まれており、欠かせないものだ。HD Meshを作成するには、沢山の情報が必要になるため、現在は、欧州、北米、豪州、日本、中国（一部の地域を除く）、中南米の地域のデータのみが配布されている。Ortho4xpと併用することができ、リアルな地形と建物配置、美しい風景を楽しむことができる。

- FS2XP　他のシミュレータ（主には、Microsoft Flight Simulator X）の空港シナリーをX-Plnaeで使用するためにコンバートするツール。コンバートした際、地形データが異なる為、地形に凹凸ができる場合があるが、既存の空港のapt.datデータを、上書きすることで解決する。

- W2xp　simHeavenが、無償で公開しているオブジェクトツール。OSMデータの建物や固有のオブジェクトが出現する。これらのオブジェクトは、フォトシナリーの上に重なって表示される。

1. world-models　世界共通のオブジェクトのモデルが入っている。
2. VFR-Landmarks　煙突、塔、教会、風力発電、太陽電池パネルのフィールド、灯台、風車、クレーン等のオブジェクトが入っている。それぞれの地域で別のモデルが用意されている（米、欧州、アジア、豪州、オセアニア、中南米）
3. w2xp-(地域名)　各地域のオブジェクトが用意されており、それぞれの地域に合った建物が出現するようになる。現在は、米、アジア、欧州、豪州、オセアニア、中南米の地域が用意されている。

## 歴代バージョン

### Version 1.0
1993年公開。Mac OSのみに対応。

### Version 2.0
1996年公開。初めてWindowsに対応。

### Version 3.0
1997年公開。

### Version 4.0
1998年公開。

### Version 5.0
1999年公開。

### Version 6.0
2001年9月3日に公開。ロード時間が短縮され、Mac OS X版も完全サポートされた。フライトモデルや風景データも大幅に改善された。

### Version 7.0
2003年4月8日に公開。インタフェースやコックピットのモデルが大幅に改善された。発売日は7月28日。

### Version 8.0
2004年10月28日に公開。地形データと風景データが大幅に改良された。また、すべての機体データが完全に3D化された。

### Version 9.0
2007年11月に公開。地形データや風景データ、水や波などはさらに改良され、気象モデルも大幅に改良された。また、従来2Dが基本であった航空機のコックピットは3D化された。インタフェースは基本的に、X-Plane 8のものを受け継いでいる。
グラフィックがピクセルシェーダ対応になった事やウィングフレックスを実装した事など、性能はMicrosoft Flight Simulator Xに匹敵するレベルにまで達している。X-Plane9のウィングフレックスは離陸時・巡航時の見た目だけではなく、反った主翼の形状に合わせて空力特性が変化する、また、応力を反映して変形するなど、現実に即したものとなっている。

### Version 10.0
2011年12月に公開。本バージョンより日本語に対応している。
描画エンジンを刷新したことで、大量オブジェクト描画性能の向上などが大幅に改善した。風景データが新しくなり、世界各地の街路データが取り入れられている。特に日本国内では鉄道・道路などの再現性が著しく向上し、現実に即した地文航法が可能となった。また、航空管制機能(ATC 機能)も刷新され、地上誘導やAI機の発着などの新機能が追加された。

### Version 11.0
2016年11月にパブリックベータ版が公開された。対応OSはWindows 7、8、10の64ビット版、OS X（10.10以降）、Linuxとなる。X-Plane 10から新たに3種類のデフォルト機体 (737-800, MD-80, Sikorsky S-76) が追加され、その他の機体も改良が施される。
2017年3月30日（現地時間）にX-Plane11がリリースされた。光の描写や反射、霧などの表現の向上、航空管制機能 (ATC)、ユーザインタフェースの改良・刷新が行われた。OSMデータが活用された建物や、公園の情報、道路や立体化された高速道路が配置されている。また、64ビット化されているため、Ortho4xpというツールを使うことにより衛星写真を配置することができ、緻密に街を再現することができる。他のシミュレータの空港アドオンも、ツールを使用する事により使用が可能。ユーザのコミュニティが活発で、日本国内でも掲示板での情報交換やX-plane.orgにて沢山の空港や機体が公開されている。
Version 11からは有志の活動を含め、ユーザインタフェースが完全日本語化された（一部の設定画面も日本語化されている）。

### Version 12.0
2022年12月18日に公開。